# ماجدا كازانجا
ماجدا كازانجا (بالبرتغالية: Magda Cazanga) مواليد 28 مايو 1991، هي لاعبة كرة يد أنغولية تلعب كظهير أيمن. مثلت منتخب أنغولا لكرة اليد للسيدات. شاركت في دورة الألعاب الأولمبية الصيفية سنة 2012.

## سجل المنافسة
شاركت في البطولات التالية:
- الألعاب الأولمبية الصيفية 2012
- الألعاب الأولمبية الصيفية 2016
- بطولة العالم لكرة اليد للسيدات 2013
- بطولة العالم لكرة اليد للسيدات 2015

## روابط خارجية
- ماجدا كازانجا على موقع اللجنة الأولمبية الدولية (الإنجليزية)
- ماجدا كازانجا على موقع أوليمبيديا (الإنجليزية)